# Walter Nachtwey
Walter Nachtwey (* 18. Mai 1934; † 6. Dezember 2013) war ein deutscher Fußballspieler. Der Defensivspieler hat bei den Vereinen TuS Bremerhaven 93 und Werder Bremen von 1955 bis 1963 in der damals erstklassigen Fußball-Oberliga Nord insgesamt 174 Ligaspiele absolviert und 14 Tore erzielt. Im Jahr 1961 gewann er mit den Grün-Weißen vom Weserstadion den DFB-Pokal.

## Karriere
Mit dem VfV Hildesheim gewann Walter Nachtwey in der Saison 1954/55 die Meisterschaft in der Amateur-Oberliga Ost in Niedersachsen. In der Aufstiegsrunde zur Oberliga Nord rangierten in der Gruppe B Hildesheim und der VfR Neumünster nach sechs Gruppenspielen punktgleich mit je 7:5 Punkten an der Tabellenspitze. Im Entscheidungsspiel um den Aufstieg setzte sich Neumünster mit 2:0 gegen das Team um Leo Zimmermann durch und Nachtwey unterschrieb einen Vertrag zur neuen Saison 1955/56 beim Oberligisten TuS Bremerhaven 93. Nachtwey hatte auch in der Auswahlmannschaft von Niedersachsen im Wettbewerb um den Länderpokal im Spiel am 28. November 1954 gegen die Auswahl von Hamburg mitgewirkt.
Das erste Verbandsspiel in der erstklassigen Oberliga Nord absolvierte Nachtwey am 18. September 1955 bei einer 0:2-Heimniederlage gegen den Aufsteiger Neumünster. Er war auf Linksaußen im damals gebräuchlichen WM-System an der Seite von Mitspielern wie Werner Lang, Wilfried Kapteina und Heinrich Mokroß aufgelaufen, absolvierte in seiner Debütsaison 16 Spiele (6 Tore) und Bremerhaven belegte am Rundenende den 7. Rang. Einschließlich der Runde 1958/59 hatte er bei Bremerhaven 69 Oberligaspiele mit neun Toren bestritten und wechselte zur Runde 1959/60 zum Lokalrivalen Werder Bremen, der in der gleichen Liga spielte. Gegen Holstein Kiel lief er am 16. August 1959 zum ersten Mal für Werder in der Oberliga Nord auf. Am 5. Spieltag, den 10. September, erzielte er bei einem 4:0-Auswärtserfolg bei seinem vorherigen Verein Bremerhaven einen Treffer. Am Rundenende hatte er für die Grün-Weißen in 27 Ligaeinsätzen drei Tore erzielte und feierte mit Bremen die Vizemeisterschaft und damit den Einzug in die Endrunde um die deutsche Fußballmeisterschaft.
Die Gruppenphase eröffnete das Team von Trainer Georg Knöpfle am 14. Mai mit einer 1:2-Heimniederlage gegen den 1. FC Köln, Nachtwey war dabei als linker Außenläufer aktiv gewesen. Auch das zweite Spiel ging in Berlin mit 1:2 gegen Tasmania 1900 verloren. Danach folgten vier Siege in Folge, dabei der Rundenschluss am 18. Juni mit einem 5:2-Auswärtserfolg gegen den 1. FC Köln, wo Nachtwey sich auch als Torschütze gegen Helmut Rahn und Kollegen auszeichnete. Die Kölner zogen mit einem Punkt Vorsprung gegenüber Werder Bremen in das Endspiel am 25. Juni gegen den Hamburger SV, was sie aber mit 2:3 verloren. Nachtwey hatte alle sechs Gruppenspiele bestritten und ein Tor erzielt. Von 1960 bis 1963 glückte Werder mit Nachtwey jeweils die Vizemeisterschaft in der Oberliga Nord.
Den sportlich größten Erfolg feierte er mit Bremen in der Saison 1960/61 im DFB-Pokal. Nach Erfolgen gegen den 1. FC Saarbrücken (1:0), 1. FC Köln (3:2) und im Halbfinale gegen den Karlsruher SC mit 3:2 nach Verlängerung zog er mit seinen Mannschaftskameraden in das Finale am 13. September in Gelsenkirchen gegen den 1. FC Kaiserslautern ein. Mit dem jeweiligen Standardverteidigerpaar Josef Piontek und Nachtwey setzte sich Werder auch darin mit 2:0 durch und holte den DFB-Pokal nach Bremen.
In der nachfolgenden Saison wurde Nachtwey viermal im Europapokal der Pokalsieger eingesetzt, Werder Bremen scheiterte jedoch im Viertelfinale an Atlético Madrid. Nach der Gründung der Bundesliga 1963 spielten die Werderaner ab der Saison 1963/64 in ebendieser. Nachtwey debütierte am 16. November 1963 beim 4:1-Sieg gegen Eintracht Frankfurt. War er in der Oberliga noch Stammspieler, so kam er in der Bundesliga nur noch sporadisch zum Einsatz. Es folgten lediglich fünf weitere Spiele und in der Saison 1964/65 wurde er gar nicht mehr eingesetzt, so dass er kaum Anteil an der Deutschen Meisterschaft der Bremer im Jahr 1965 hatte.
Insgesamt spielte Nachtwey für Werder Bremen sechsmal in der Bundesliga, 105 Mal (5 Tore) in der Oberliga Nord und fünf Mal im DFB-Pokal. Er zählte bereits bei Bremerhaven zu den Leistungsträgern und präsentierte sich bei Werder als Zuverlässigkeit in Person.
Nach seiner aktiven Karriere trainierte Nachtwey zu Beginn der 1970er Jahre den TuS Vahr. 1972 gelang dem Bezirksligisten unter Trainer Nachtwey der Aufstieg in die Verbandsliga Bremen, ein Jahr später sogar der Aufstieg in die Amateurliga Bremen, der höchsten Spielklasse in Bremen.

## Erfolge
- DFB-Pokal-Sieger: 1961
- Deutscher Meister: 1965 (ohne Einsatz)